# Łagiszyn
Łagiszyn est une localité polonaise de la gmina et du powiat de Góra en voïvodie de Basse-Silésie.

## Démographie
En 2921, la population était de 107 habitants.